# مانويل أورتيغا
مانويل أورتيغا (بالألمانية: Manuel Ortega)‏ (و. 1980  م) مغني، شارك في مسابقة الأغنية الأوروبية 2002.

## جوائز
```
على جوائز منها:

```

- جائزة أمادايوس للموسيقى النمساوية [الإنجليزية]‏.